# Geneanet
Geneanet (GeneaNet volgens de originele spelling) is een genealogische site met 4 miljoen leden. De database bestaat uit gegevens die door de deelnemers zijn toegevoegd en bedoeld zijn voor alle genealogen. De site werkt samen en de door de leden toegevoegde gegevens zijn gratis beschikbaar voor alle geïnteresseerde personen. Een optioneel jaarabonnement biedt zoekopties en aanvullende informatie.

## Geschiedenis
In 1996 lanceerden Jacques Le Marois, Jérôme Abela en Julien Cassaigne een website gericht op "het gebruik van de kracht van internet om een database op te bouwen met een index van alle genealogische bronnen die in de wereld bestaan, toegankelijk of niet op internet" . Geneanet werd officieel opgestart op 2 december 1996.
Het doel van de site is, door de stambomen van leden te delen, honderdduizenden bestanden en genealogische gegevens te vergelijken en te kruisen, om de kansen te vergroten om gemeenschappelijke gegevens te vinden en de stambomen uit te breiden. Een zoekopdracht in deze index maakt het mogelijk om te weten of zo'n en zo'n patroniem, in zo'n gemeente, tussen zo'n en zo'n jaar, door zo'n genealoog (meestal amateur) wordt bestudeerd. In de loop der jaren heeft Geneanet nieuwe tools ontwikkeld: interne berichten, stamboom- en lijstafdruktools, een digitale bibliotheek ... De site is gegroeid van 330.000 unieke bezoekers in 2006 tot meer dan een miljoen in 2011. In 2019 heeft Geneanet miljoenen bezoekers per maand en wordt het omschreven als het "zwaargewicht van de sector".
In augustus 2012 overschreed de Geneanet-database de grens van één miljard, die van twee miljard in augustus 2015 en die van zes miljard in 2019.
In september 2014 lanceerde Geneanet een project om strijders uit de Eerste Wereldoorlog te identificeren en te indexeren. Op die datum had de site meer dan 530.000 stambomen met 800 miljoen mensen.
Sinds 2015 neemt Geneanet elk jaar deel aan de genealogiebeurs die wordt gehouden in het stadhuis van het 15e arrondissement van Parijs.
In 2018 nam Geneanet deel aan het debat over het gebruik van DNA-tests voor genealogische doeleinden, sindsdien heeft de site jaarlijks studies uitgevoerd met verschillende leden (20.000 in 2018).
Op 28 juni 2018 is de CEO van Geneanet, Jacques Le Marois, aanwezig op de algemene vergadering van Filae, de belangrijkste concurrent, omdat het bedrijf Trudaine Participations (meer dan 30% eigendom van het bedrijf Geneanet) 25% heeft overgenomen van het kapitaal van Filae.

## Beschrijving
Geneanet heeft 3.000.000 leden, 800.000 stambomen en 6 miljard namen van voorouders verzameld in maart 2019. De site biedt drie gebruiksniveaus (bezoeker, geregistreerd en premium): met het tweede niveau kunt u uw stamboom maken, het laatste niveau moet worden betaald en biedt toegang tot gegevens die zijn opgesomd door onder andere partner genealogische kringen.
Geneanet is een site met bijdragen, samenwerking en freemium. Met de site kunnen gebruikers gratis een stamboom maken met een onbeperkt aantal personen. Een betaald abonnement maakt het gemakkelijker voor leden om informatie te vinden, e-mailmeldingen te ontvangen wanneer nieuwe wedstrijden beschikbaar zijn, toegang te krijgen tot een genealogische bibliotheek met 3 miljard geïndexeerde personen en hun stamboom te vergelijken met de database gegevens.

## Kenmerken
De Geneanet-site, gebaseerd op GeneWeb, maakt het met name mogelijk om, dankzij de verwantschapsberekeningsfunctionaliteit van deze software, de verwantschap of verwantschap tussen twee individuen van dezelfde stamboom te vinden en weer te geven, door een of meer links te markeren mogelijke inteelt. Enkele beroemde verwanten zijn gemeld in de pers.
Sinds december 2015 biedt de Geneanet-site alle gebruikers toegang tot een zoekmachine met meerdere criteria die zoekopdrachten op voor- en achternaam kan uitvoeren, die voorheen was gereserveerd voor betalende abonnees. In september 2017 lanceerde Geneanet een nieuwe vergelijkingsfunctie om gemeenschappelijke verwijzingen te vinden tussen de stambomen van leden.
Vanaf 2018 biedt Geneanet geautomatiseerd schrijven van genealogische boeken uit zijn database via een partnerschap met de Patronomia-site.
Op 17 februari 2020 lanceerde Geneanet "Geneanet DNA", een platform waar gebruikers die een genetische test hebben uitgevoerd hun DNA-bestand kunnen deponeren om verwanten te vinden.

## Andere sites en projecten
Geneanet heeft andere genealogische sites gelanceerd:
- GeneaStar, om familieleden met persoonlijkheden te vinden[26].

Geneanet heeft ook mobiele applicaties gelanceerd:
- GeneaGraves: leden worden uitgenodigd om foto's te maken van graven en begraafplaatsen[27][28][29][30].
- Gisteren en vandaag: gelanceerd in 2015[31] met als doel foto's te maken van huidige plaatsen en deze over hetzelfde beeld heen te plaatsen op oude ansichtkaarten[32][33][34][35][36][37][38][39].